# Locomotiva FS D.343
Le D.343 sono delle locomotive Diesel-elettriche delle Ferrovie dello Stato italiane.

## Storia
Dopo l'esperienza positiva maturata con le D.341 e la valutazione dei sistemi di trasmissione idraulica con le D.342 e D.442 le Ferrovie dello Stato nel 1964 commissionarono all'industria privata la costruzione di una locomotiva che fosse multiruolo e allo stesso tempo economica. Venne quindi scelta una potenza installata tipo di 1 000 CV come limite allo stesso tempo economico ma non troppo basso.

Furono costruite dal 1967 al 1970 in 75 esemplari suddivisi in due serie con motorizzazione differente. Ne vennero ordinate 40 unità alla Fiat e 35 alla Breda e vennero classificate D.343.1001-1040 le prime e D.343.2001-2035 le seconde.

Le 343 sono le capostipiti del progetto delle Diesel unificate (di cui fanno parte anche le D.345, D.443 e D.445) aventi in comune il disegno delle casse e l'utilizzo, per la prima volta su una locomotiva italiana, di un carrello monomotore di progettazione FS. 

La D.343 fu concepita per sostituire le locomotive a vapore nell'utilizzo alla testa di treni merci e viaggiatori, su linee con armamento leggero e non elettrificate.
Negli anni novanta si è cominciato l'accantonamento del gruppo, attualmente risulta quasi tutto fuori servizio eccetto un certo numero di unità cedute a società ferroviarie private o regionali e alcune unità preservate a scopo storico da Fondazione FS. Nel 2002,  mentre era in corso il ritiro definitivo delle ultime unità ancora operative presso Trenitalia è stata operata la ricostruzione potenziata della D.343.2016 e nel 2008 due unità sono state convertite nel gruppo D.449.
Dal 2009 3 unità del gruppo D.343 sono state inserite nel parco dei rotabili storici italiani: si tratta delle Fiat D.343.1001 (in riparazione e restituzione all'aspetto originario alla OMR di Catania C.le, in precedenza in carico alla DPR/DRSI di Trenitalia e oggi affidata all'Associazione TRENO D.O.C.), la D.343.1030 (del gruppo Ale 883 di Tirano) e la Breda D.343.2026 (del Deposito Rotabili Storici di Pistoia).

## Caratteristiche

### Parte meccanica
Le locomotive D.343 sono costruite con due cabine di guida alle estremità che ne realizzano l'assoluta bidirezionalità. La cassa è divisa in due ambienti di cui uno è il bagagliaio con due saracinesche laterali (tuttavia mai utilizzato) e un grande comparto con il gruppo motore-generatrice, compressori e dispositivi di raffreddamento intercooling. 

I carrelli sono di tipo moderno con struttura a collo di cigno e sospensione con molle a elica. Al loro interno vi è il gruppo riduttore con la trasmissione ad albero cavo e anello danzante.
I motori installati all'origine sono di due tipi:
- 343.1xxx, Fiat-Grandi Motori: Motore tipo 218 SSF a iniezione diretta, a 4+4 cilindri a "V" della potenza di 1 350 CV (~993 kW) a 1 500 g/m.
- 343.2xxx, Breda-Paxman: Motore tipo 12JYCL a iniezione diretta, a 6+6 cilindri a "V" della potenza di 1 380 CV (~1015 kW) a 1 500 g/m.

### Parte elettrica
La parte elettrica delle D.343 è costituita da un generatore di corrente continua a 540/880 V, della potenza di 880 kW, che viene utilizzato, alimentandolo con le batterie di bordo, anche come motore di avviamento del motore Diesel a cui è collegato direttamente. La costruzione di tale generatore è del Tecnomasio Italiano Brown Boveri.

I motori di trazione, montati uno per carrello, sono di costruzione Breda e forniscono la potenza oraria continuativa di 2 x 415 chilowatt.

Il circuito di comando è realizzato con interruttori elettropneumatici e relais contenuti in un grande armadio posto nella cabina di guida anteriore, a parete, dietro le spalle del macchinista
Nel corso del tempo le locomotive hanno subito delle modifiche. Una delle più importanti riguarda l'irrobustimento dei carrelli che avevano presentata una certa tendenza a lesionarsi in corrispondenza del collo di cigno.

Un certo numero di mezzi della serie Fiat sono stati, nel corso degli anni settanta, modificati con la sostituzione del motore originale con quello delle D.345 eliminando contemporaneamente le saracinesche del bagagliaio.

Un'altra modifica appariscente è stata la progressiva sostituzione dei vetri frontali avvolgenti con quelli di tipo piano corazzati con la modifica della carrozzeria in corrispondenza.

## Le D.343 Fuoriserie

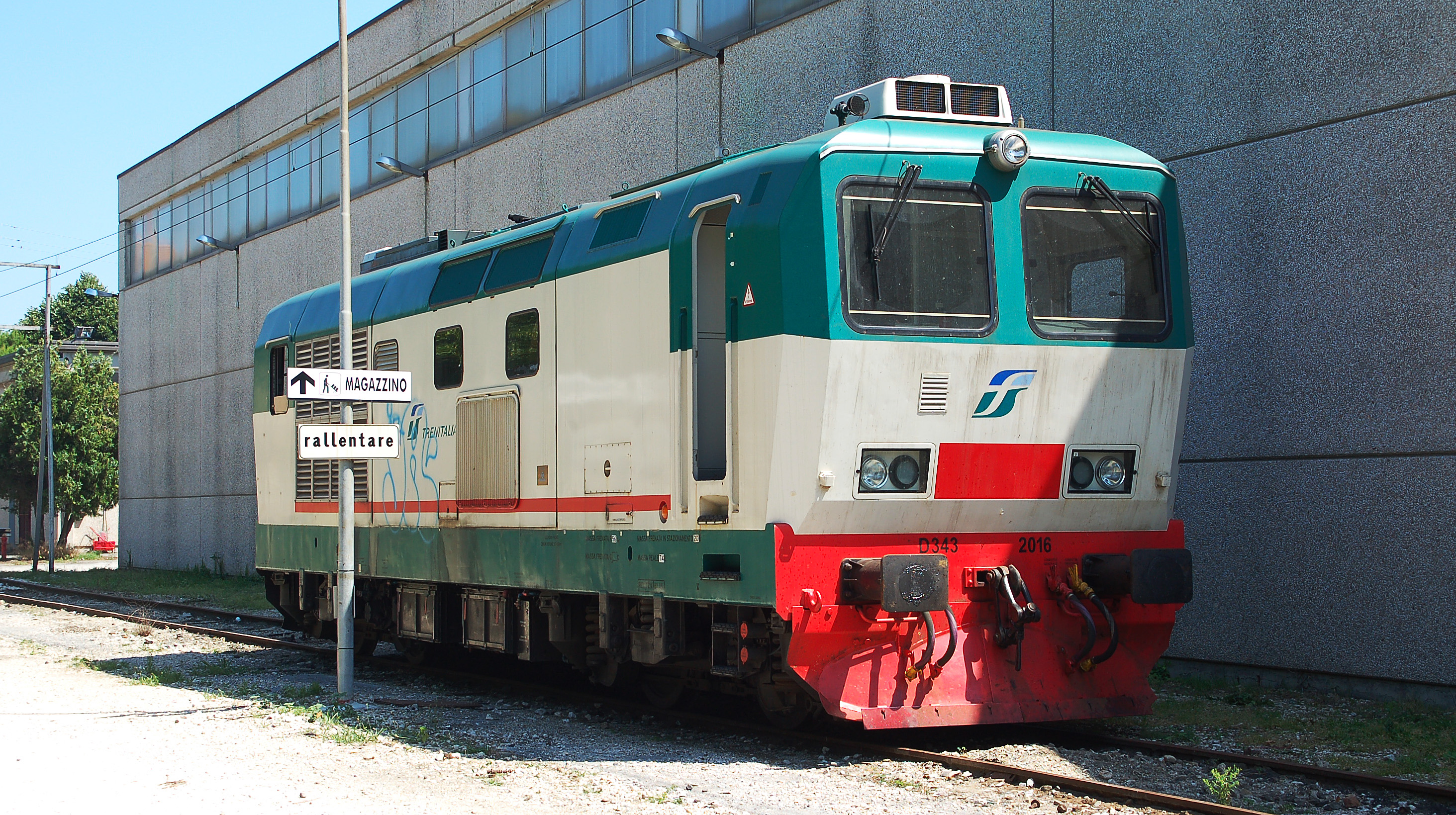
D.343.2016 nel Deposito Locomotive di Rimini.

La locomotiva D.343.2016 è stata oggetto nel 2002 di una profonda modifica nel corso della quale sono state modificate le cabine di guida, ricostruite a norme UIC a titolo sperimentale, in vista di un ringiovanimento del gruppo mai concretizzatosi. La modifica ha cambiato profondamente la locomotiva riguardando la totale sostituzione del gruppo motore generatrice da 900 kW con uno da 1275 kW composto da un motore tipo 3512B Caterpillar da 1950 CV a 1800 g/m e un alternatore trifase Traktionsysteme, di costruzione austriaca, da 1275 kW al posto del generatore a corrente continua.
I motori di trazione sono stati rinnovati mediante alimentazione tramite convertitori trifase/continua. Sono stati inoltre rinnovati tutti gli apparecchi ausiliari, l'impianto di raffreddamento e il quadro dei comandi delle cabine di guida ricostruito simile a quello ormai unificato con apparecchiatura di ripetizione segnali a 4 codici. La modifica ha reso la macchina simile alle D.445 come prestazioni, tuttavia a causa del ridimensionamento dei servizi Cargo sulla rete a trazione termica, da parte di Trenitalia, il progetto di riqualificazione è poi tramontato, lasciando di fatto la D.343.2016 unico esemplare inutilizzato.
Altre 2 locomotive del gruppo D.343 hanno subito seguendo la stessa logica un progetto di revamping presso la Fervet di Castelfranco Veneto e presso la OGR di Rimini. Le due locomotive, numero 2011 e 2031, hanno ricevuto dei nuovi motori Caterpillar sostituendo al contempo gran parte della parte elettrica. La carrozzeria, totalmente rielaborata (il telaio tra l'altro è stato allungato fino a raggiungere i 14 metri e 4 centimetri), ha visto l'adozione di una nuova livrea in bianco, rosso, grigio e verde. Queste due prime unità vennero ribattezzate D.449.001 e 002, diventando di fatto capostipite per un eventuale nuovo gruppo di locomotori Diesel-elettrici da realizzarsi all'interno dell'asset di Trenitalia, sfruttando le casse in via di dismissione delle D.343. Le due nuove locomotive Diesel erano state tarate a una potenza di 1438 kW, al fine da garantire una velocità massima di 120 km/h; nonostante i buoni risultati raggiunti nel corso di alcune prove in linea il progetto venne ben presto abbandonato e le 60 locomotive D.343 accantonate in attesa di interventi a Bologna S. Donato trasferite successivamente a Pontassieve per la demolizione.

## D.343 cedute ad altre società

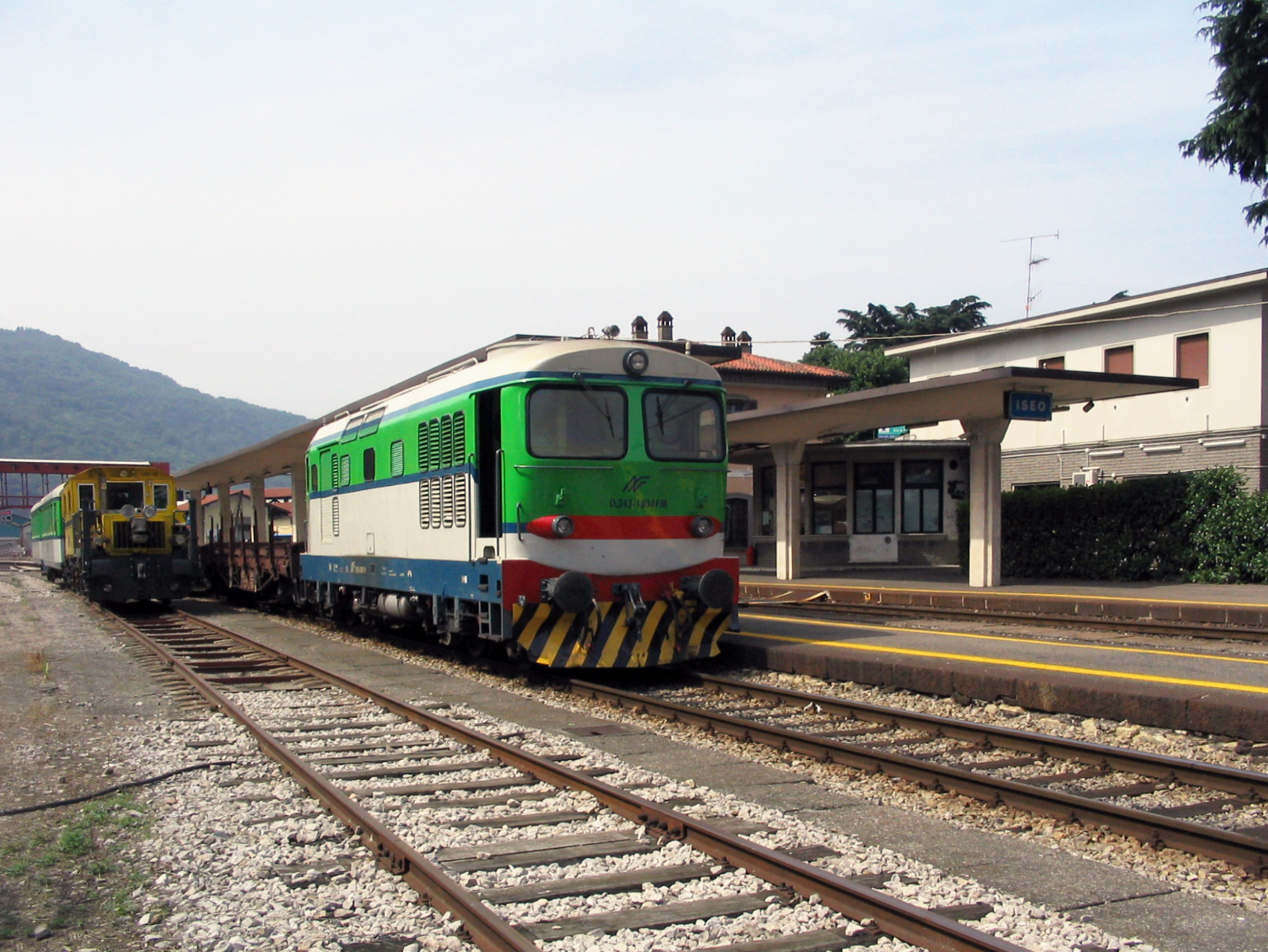
La locomotiva D.343.1034 in livrea FNM, a Iseo nel 2006

- La locomotiva D.343.1034 fu presa a noleggio dalla Società Nazionale Ferrovie e Tramvie (SNFT) nel 1988 e acquistata dalla stessa società dopo due anni per impiegarla in alcuni servizi merci sulla Brescia-Edolo. Fu dotata del dispositivo di condotta ad agente unico. Nel 1996 fu ridipinta con la livrea beige azalea tipica dei mezzi ex SNFT, mentre il motore fu riparato dalle Officine di Rimini. Per motivi burocratici rimase ferma quattro anni[1]. In seguito, le Ferrovie Nord Milano Esercizio la ricolorarono con la livrea aziendale bianco-verde. Rimase in funzione fino al 5 novembre 2009, quando fu coinvolta in un incidente presso Vello[2].
- Sei locomotive del gruppo D.343 (matricole 1001, 1005, 1015, 1021, 1027 e 1039) furono noleggiate a partire dal 1990 alle Ferrovie del Sud Est; nel 1994 la società ferroviaria ne acquistò a titolo definitivo tre (matricole 1015, 1027 e 1039) che entrarono a far parte del parco sociale come DE 167 ÷ 169, mentre le altre furono restituite alle FS nel 1996[3].